# Burg Blumpenbach
Die Burg Blumpenbach ist eine abgegangene Niederungsburg im Seltenbachtal nahe Schmitzingen und der ehemaligen Siedlung Stunzingen nordwestlich von Waldshut, einem Stadtteil von Waldshut-Tiengen im Landkreis Waldshut (Baden-Württemberg).
Die Burg war Stammsitz des von 1260 bis 1332 nachweisbaren Ministerialengeschlechts von Blumpenbach. Die Burg diente wohl der Sicherung und Kontrolle des Seltenbachtales. Vermutlich wurde die Burg schon im 14. Jahrhundert aufgegeben und diente als Steinbruch. Der frühere Flurname „Klumpenburg“ sowie Mauerreste weisen noch auf eine befestigte Anlage hin. Der Burgenforscher Heinz Voellner erwähnt eine Beziehung zu den Freiherren von Krenkingen. Diese standen auch im Bezug zu den Blumeggern.